# Monte Vacu
Il monte Vacu (Vogel) con 1.992 m s.l.m. è una cima della Catena Nero-Tolminski Kuk-Rodica.

## Descrizione
Il monte appartinene delle Alpi Giulie meridionali ed è integrato nel Parco nazionale del Tricorno. C'è una funivia dal lago di Bohinj fino ad un'altezza di 1.537 m. La stazione sciistica di Vogel è una delle più grandi del suo genere in Slovenia.

## Percorsi
- 2½h dall'hotel Sky Vogel
- 2¾h da Planina Kuk
- 3½h da Planina Kuk passando per Globoko
- 3¾h da Planina Storeča raven
- 4½h da Ukanc passando per Zadnji Vogel

## Galleria d'immagini

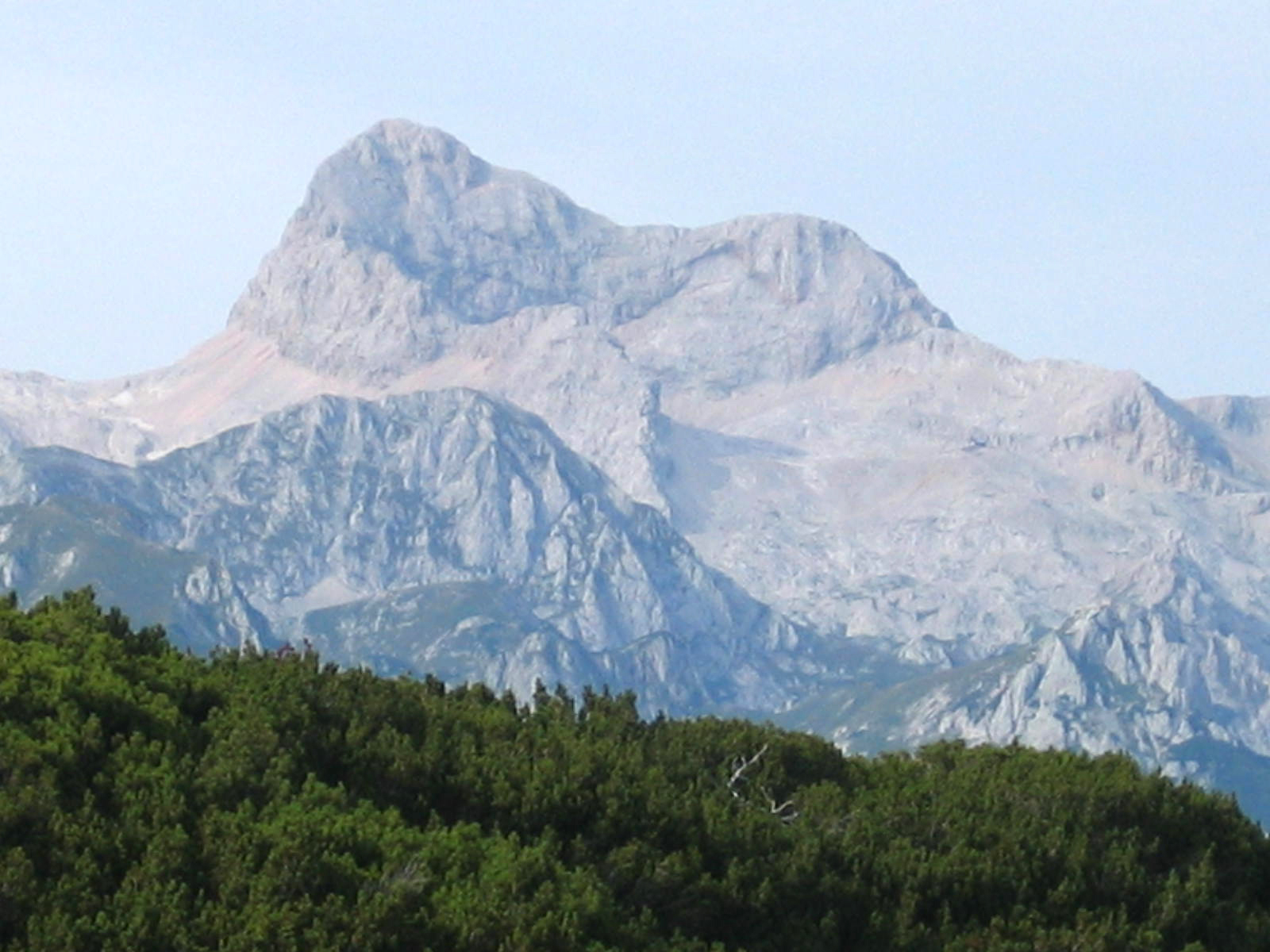
Vista del monte tricorno
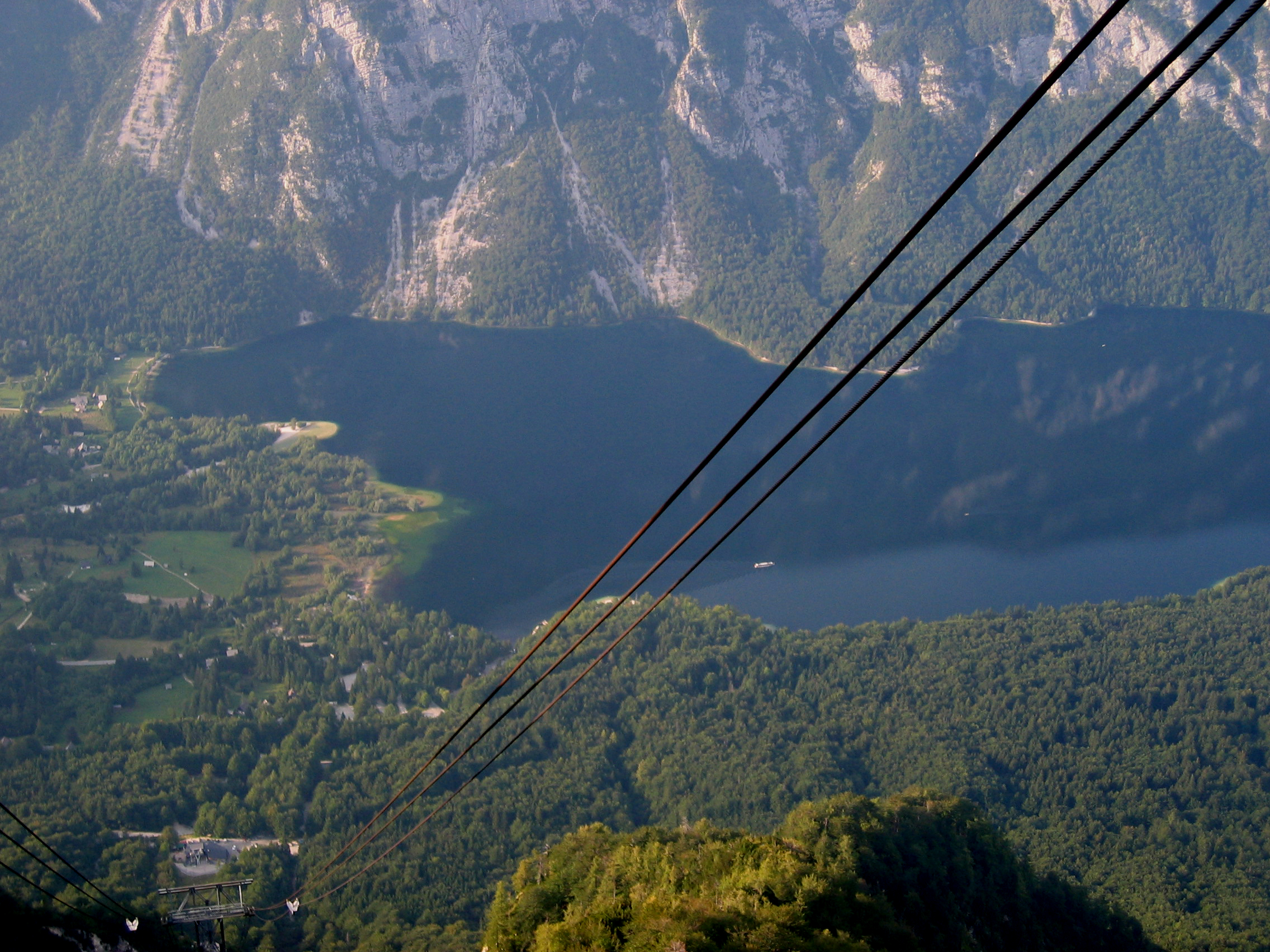
Vista del lago di Bohinj
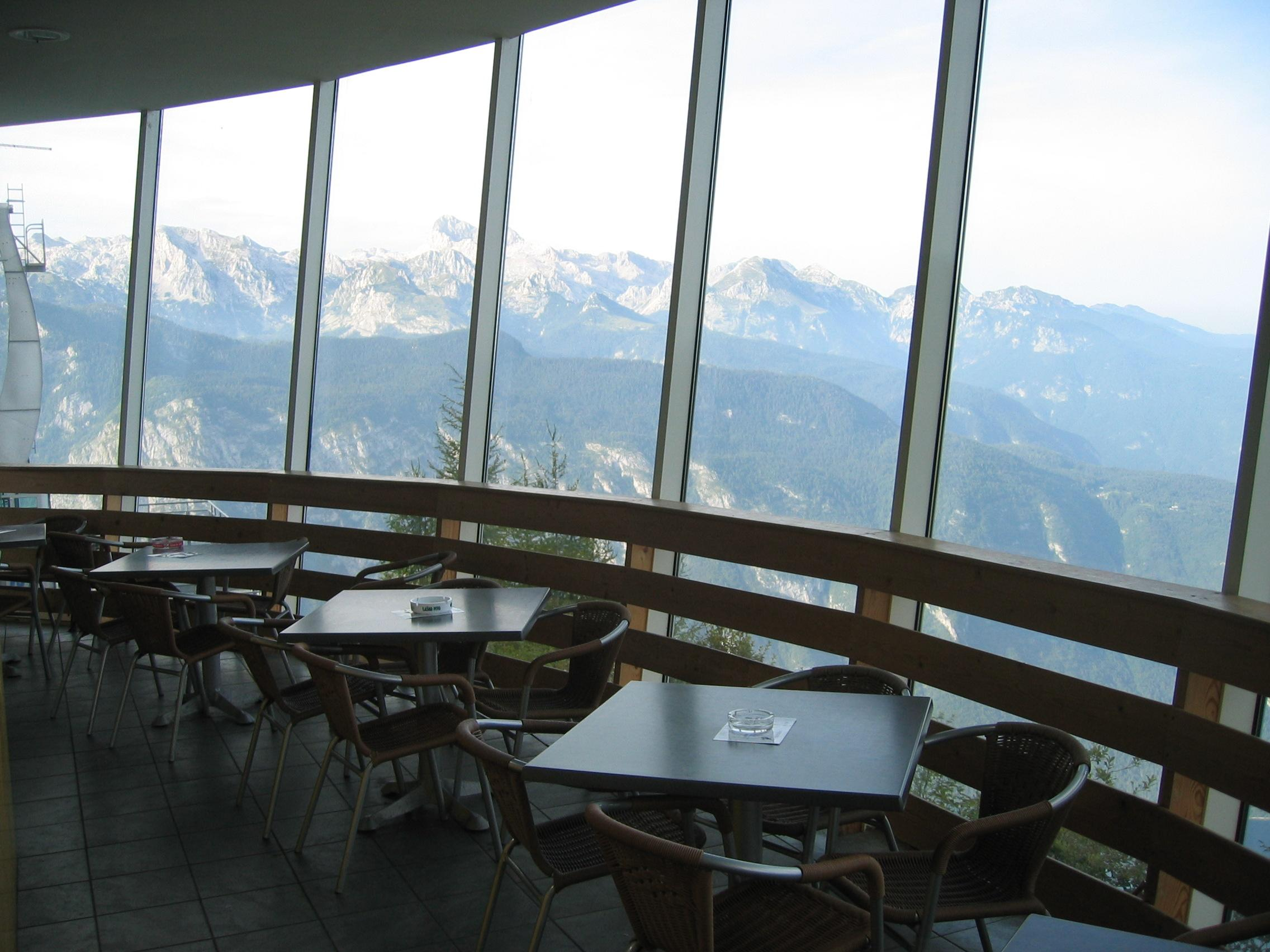
Ristorante panoramico